# الساندرو سلی
الساندرو سلی (انگلیسی: Alessandro Celli؛ زادهٔ ۲۸ ژانویهٔ ۱۹۹۴) بازیکن فوتبال است.
از باشگاه‌هایی که در آن بازی کرده‌است می‌توان به باشگاه فوتبال فوجا اشاره کرد.